# Скалица
Скалица (слч. Skalica, мађ. Szakolca) град је у Словачкој, који се налази у оквиру Трнавског краја, где је седиште истоименог округа Скалица.

## Географија
Скалица је смештена у крајње западном делу државе, на самој граници са Чешком. Граница окружује град са запада и севера. Главни град државе, Братислава, налази се 80 км јужно од града.
Рељеф: Скалица се развила у словачком делу Панонске низије, на њеној крајњем северозападном ободу. Подручје око град је бреговито, на приближно 177 m надморске висине.
Клима: Клима у Скалици је умерено континентална.
Воде: Скалица нема непосредан излаз на реку, али пар километара северно од града протиче река Морава.

## Историја
Људска насеља на овом простору датирају још из праисторије. Насеље под данашњим именом први пут се спомиње 1217, као место насељено Словацима. Насеље је 1372. године добило градска права. Током следећих векова град је био у саставу Угарске као обласно трговиште.
Крајем 1918. Скалица је постала део новоосноване Чехословачке. У време комунизма град је нагло индустријализован, па је дошло до наглог повећања становништва. После осамостаљења Словачке град је постао њено значајно средиште, али је дошло до привредних тешкоћа у време транзиције.

## Становништво
| Година:    | 1994.  | 2004.   | 2014.   | 2024.   |
| ---------- | ------ | ------- | ------- | ------- |
| Број људи: | 14 916 | 14 984  | 14 749  | 15 440  |
| Разлика:   |        | +0,45 % | -1,56 % | +4,68 % |

| Година:    | 2023.  | 2024.   |
| ---------- | ------ | ------- |
| Број људи: | 15 461 | 15 440  |
| Разлика:   |        | -0,13 % |

Данас Скалица има око 15.000 становника и последњих година број становника полако стагнира.
Етнички састав: По попису из 2001. састав је следећи:
- Словаци - 94,8%,
- Чеси - 3,6%,
- Роми - 0,6%
- остали.

Верски састав: По попису из 2001. састав је следећи:
- римокатолици - 70,2%,
- атеисти - 19,9%,
- лутерани - 6,7%,
- остали.

## Галерија
- Главни трг зими
- Римокатоличка Црква св. Михајла
- Градска кућа
- Дом културе у Скалици
- Ротонда